# Benerville-sur-Mer
Benerville-sur-Mer – miejscowość i gmina we Francji, w regionie Normandia, w departamencie Calvados.
Według danych na rok 1990 gminę zamieszkiwało 411 osób, a gęstość zaludnienia wynosiła 136 osób/km² (wśród 1815 gmin Dolnej Normandii Benerville-sur-Mer plasuje się na 502. miejscu pod względem liczby ludności, natomiast pod względem powierzchni na miejscu 1039.).